# Maltol
Maltol is een pyronderivaat, dat verkregen wordt uit de bast van coniferen, in het bijzonder van de lariks, of het hars van de naalden van de zilverspar. Het komt ook voor in gebrande mout of suiker (karamel). Het kan ook langs chemische weg bereid worden uitgaande van kojinezuur.
Maltol is een wit kristallijn poeder met een karamelgeur. Het wordt gebruikt in geurstoffen en als smaakversterker in voedingsmiddelen, vooral in snoep en bakwaren. Het INS-additievennummer van maltol is 636. Het is niet in de EU toegestaan als additief en heeft dus geen E-nummer.
Maltol en het verwante ethylmaltol zijn liganden die complexen kunnen vormen met vele metalen. Ze hebben een antibiotische werking tegen E. coli. Metaalcomplexen van maltol kunnen ook medische toepassingen hebben, bijvoorbeeld voor het verwijderen van ongewenste metaalionen of het aanvullen van ijzertekort.